# Юго-восточное наречие украинского языка

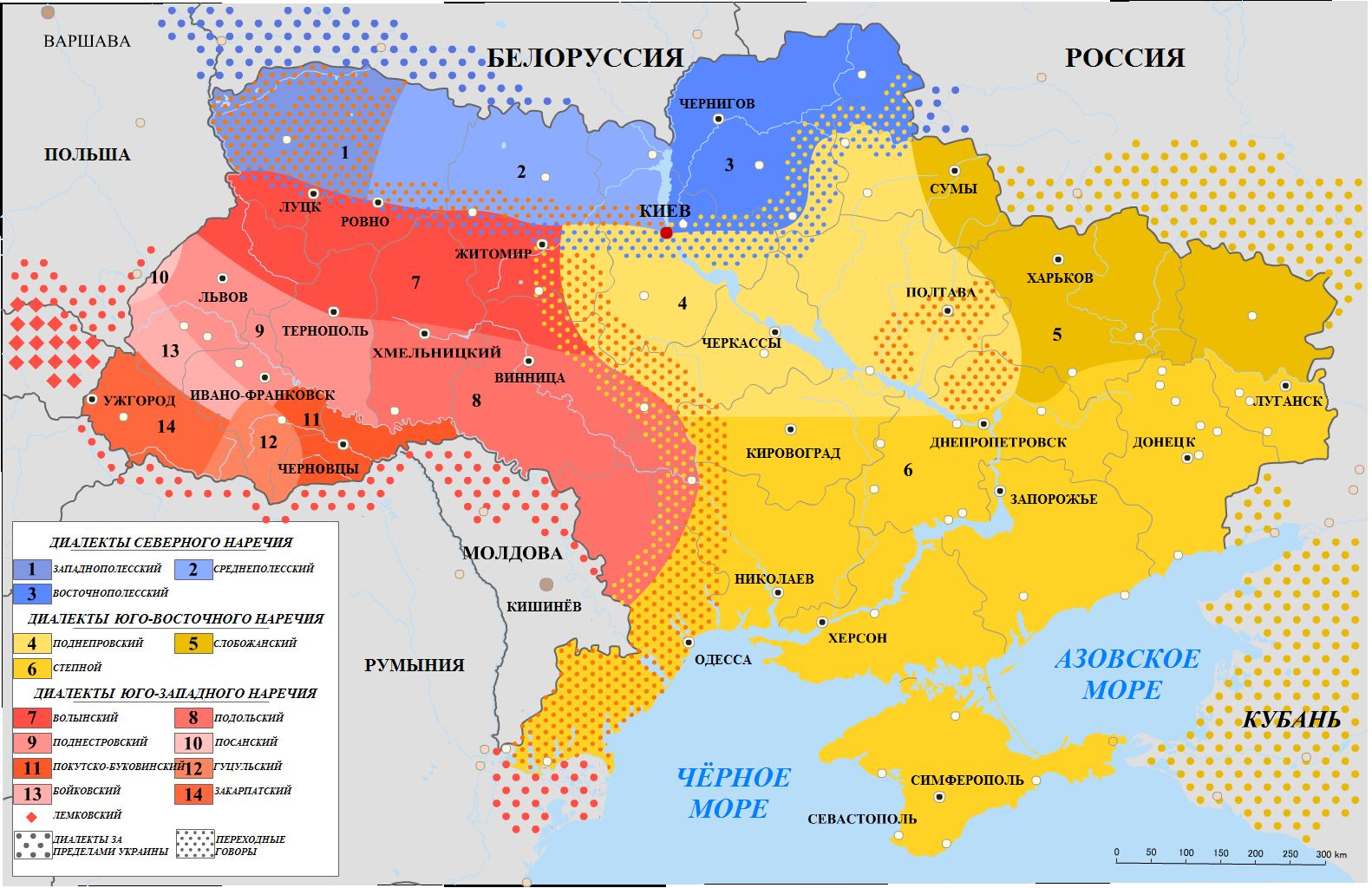
Ареал юго-восточного наречия на карте диалектов украинского языка

Ю́го-восто́чное наре́чие украи́нского языка́ (укр. південно-східне наріччя української мови) — одно из наречий украинского языка, распространённое на территории центральной, южной и восточной Украины, а также в сопредельных с Украиной регионах России. Является одним из трёх основных украинских диалектных объединений наряду с северным и юго-западным наречиями, которые образуют единый диалектный континуум. В состав юго-восточного наречия включают среднеподнепровские, степные и слобожанские говоры.
Среди украинских наречий юго-восточное является наиболее однородным, что связано с его поздним формированием вследствие экспансии украинского языка на юг и восток в XVI—XVIII веках. Его признаки (прежде всего, среднеподнепровские) легли в основу современного литературного украинского языка в связи с чем многие его фонетические и грамматические черты близки литературной норме. В то же время в юго-восточном наречии отмечаются и местные особенности, в частности сохранение смягчённого /р′/ в конце слова: базá[р′] (укр. литер. базар «базар»), косá[р′] (укр. литер. косар «косарь»); сохранение в ряде позиций мягких шипящих: ло[ш′á] (укр. литер. лоша «жеребёнок»), ведме[ж′á] (укр. литер. ведмежа «медвежонок»), бi[ж′á]т′ (укр. литер. біжать «бегут»); окончание -iй во многих прилагательных твёрдой группы: нарóд[н′iй] (укр. литер. народний «народный»), гáр[н′iй] (укр. литер. гарний «красивый», б′í[л′iй] (укр. литер. білий «белый») и т. д..

## Классификация
В юго-восточное наречие украинского языка входят следующие говоры:
- среднеподнепровские (среднеприднепровские) говоры[~ 1] (в их составе выделяют восточнополтавские и правобережночеркасские говоры)[9];
- слобожанские говоры;
- степные говоры (в их составе выделяют поднепровские, западностепные и южнобессарабские говоры)[10].

## Область распространения
В сравнении с ареалами остальных украинских наречий ареал юго-восточного наречия занимает наибольшую по площади территорию.
Его говоры распространены в центральной, южной и восточной частях Украины. Ареал среднеподнепровских говоров занимает территорию центральной Украины в среднем течении Днепра — Черкасскую и Полтавскую области, южную часть Киевской области, юго-западную часть Сумской области, северные части Кировоградской и Днепропетровской области. Слобожанские говоры распространены на территории Слободской Украины — в Харьковской области, на юго-востоке Сумской области и в северной части Луганской области, кроме того, слобожанские говоры встречаются на сопредельной территории России (в южных районах Курской, Белгородской и Воронежской области, а также в юго-западных районах Ростовской области). Степные говоры занимают значительные по охвату территории южных (степных) областей Украины — южную часть Кировоградской области, большую часть Днепропетровской области (исключая её северные районы), Донецкую область, южную часть Луганской области, большую часть Николаевской области (исключая её северо-западные районы), южную часть Одесской области, Крым, Запорожскую и Херсонскую области. Кроме того, степные говоры распространены в Краснодарском крае России (так называемая балачка) и в дельте Дуная на юго-востоке Румынии. Помимо этого, говоры юго-восточного типа (нередко с чертами северноукраинских говоров) распространены среди украинских переселенцев в Ставропольском крае, в Поволжье, Сибири и на Дальнем Востоке, а также в Казахстане и на севере Киргизии.
На севере ареал говоров юго-восточного наречия граничит с ареалом северного наречия украинского языка (со среднеполесскими (правобережно-полесскими) и восточнополесскими (левобережно-полесскими) говорами). На северо-востоке и востоке к ареалу юго-восточного наречия примыкает ареал южнорусского наречия (курско-орловские, оскольские и донские говоры), на западе — ареал юго-западного украинского наречия (волынские и подольские говоры), на юго-западе — ареал румынского языка.

## История наречия
Юго-восточное наречие формировалось с XVI до XX века в процессе расширения этнической территории украинцев. Изначальным ареалом, на основе говоров которого в дальнейшем развивался юго-восточный диалектный тип, был среднеподнепровский ареал, имеющий в своей языковой системе ряд черт северноукраинского происхождения. В результате расселения украинцев из Среднего Поднепровья в южные и восточные лесостепные и степные районы в XVI—XVIII веках сложились две группы говоров позднего формирования — слобожанские и степные. Окончательно юго-восточное наречие формируется в XIX—XX веках. В процессе распространения говоров в южном и восточном направлениях образовывались украинские области, сопредельные с ареалами других языков, области чересполосного расселения носителей украинских говоров с носителями южнорусских, болгарских, румынских и других говоров. Это способствовало активизации межъязыковых контактов, в результате которых на говоры юго-восточного наречия оказали влияние русский, болгарский, молдавский и некоторые другие языки.

## Особенности наречия
Говоры юго-восточного наречия характеризуются многими языковыми явлениями, которые зафиксированы в литературной норме украинского языка, в частности, им присуще наличие шестифонемного ударного вокализма, включающего гласные /і/, /и/, /е/, /а/, /о/, /у/.
В то же время для говоров юго-восточного наречия характерны собственные черты, не отражённые в литературном языке. К ним относятся такие особенности, как:
1. Сохранение смягчённого /р′/ в конце слова: базá[р′] (укр. литер. базар «базар»), косá[р′] (укр. литер. косар «косарь»), писá[р′] (укр. литер. писар «писарь»).
2. Сохранение в ряде позиций мягких шипящих: ло[ш′á] (укр. литер. лоша «жеребёнок»), ведме[ж′á] (укр. литер. ведмежа «медвежонок»), бi[ж′á]т′ (укр. литер. біжать «бегут»), сý[ш′а]т′ (укр. литер. сушат «сушат»).
3. Наличие окончания -iй во многих прилагательных твёрдой группы: нарóд[н′iй] (укр. литер. народний «народный»), гáр[н′iй] (укр. литер. гарний «красивый», б′í[л′iй] (укр. литер. білий «белый») и т. д.

Кроме того, различного рода особенности встречаются в менее широком распространении в тех или иных говорах юго-восточного наречия. Так, в некоторых среднеподнепровских говорах отмечается альвеолярный /л˙/: мол˙окó (укр. литер. молоко «молоко»), бул˙á (укр. литер. була «была»), кл˙ен (укр. литер. клен «клён»); флексия -iм, -iх в дательном и местном падежах множественного числа существительных с основой на мягкий согласный: кó[н′iм] (укр. литер. коням «коням»), д′í[т′iм] (укр. литер. дітям «детям»), на кó[н′iх] (укр. литер. на конях «на конях»), на д′í[т′iх] (укр. литер. на дітях «на детях»).
Для слобожанских говоров характерно «уканье» (произношение гласной [у] на месте /о/, особенно перед слогом с /у/): п[у]жáр («пожар»), т[у]б′í (укр. литер. тобі «тебе»); сильное сближение артикуляции безударной /е/ с /и/ и слабое сближение /и/ с /е/: в[и]снá (укр. литер. весна «весна»), с[и]лó (укр. литер. село «село»), но вишн[é]вий (укр. литер. вишневий «вишнёвый»), жив[é] (укр. литер. живе «живёт»).
В степных говорах, а также в примыкающих к их ареалу части слобожанских и среднеподнепровских говоров отмечаются отсутствие чередования согласных /д/, /т/, /з/, /с/ с /д͡ж/, /ч/, /ж/, /ш/ в форме глагола 1-м лица единственного числа II спряжения: хо[д′]ý (укр. литер. ходжу «хожу»), кру[т′]ý (укр. литер. кручу «кручу»), про[с′]ý (укр. литер. прошу «прошу»); распространение в формах глаголов II спряжения флексии -е вместо безударной -ить: хóд[е] (укр. литер. ходить «ходит»), прóс[е] (укр. литер. просить «просит»), нóс[е] (укр. литер. носить «носит»); в некоторых говорах отсутствует чередование заднеязычных /г/, /к/, /х/ с /з/, /ц/, /с/ у существительных в формах дательного и местного падежей: дорó[г′i] (укр. литер. дорозi «дороге»), ру[к′í] (укр. литер. руцi «руке»), мý[х′i] (укр. литер. мусi «мухе»).
Кроме этого, для тех или иных говоров юго-восточного наречия характерны такие явления, как произношение в соответствии фонеме /ф/ согласных /x/, /хв/: ту́хлі, хва́брика; сохранение гласных [о], [е] в безударных слогах на месте этимологических /о/, /е/: гвоздки́, бе́седа, пошóў и т. д.
В юго-восточных говорах широко распространены русизмы (особенно в степных говорах), а также встречаются тюркизмы, болгаризмы, заимствования из романских языков.